# Tolpia bipars
Tolpia bipars là một loài bướm đêm trong họ Erebidae.